# 「ぴえん」のうた
『「ぴえん」のうた』は、針スピ子の楽曲である。2020年3月9日にリリースされた。

## 概要
PCホラーゲーム「PIEN-ぴえん-」に使用されたことにより注目を集めた。
中毒性が高く、Spotifyの「バイラルトップ50（日本）」では6月25日から7月1日集計分で5位、7月9日から15日集計分で最高位3位にランクインし、2020年7月18日にはバイラルチャート1位に輝く。
針スピ子は本作以外にも『「○○」のうた』のようなタイトルの曲を複数発表しており、「○○のうたシリーズ」を手掛けている。
ショートバージョンは著作権フリーで公開されている。
2020年8月29日より、JOYSOUNDにてカラオケが配信された。